# Château de Rosay-sur-Lieure
Le château de Rosay est une demeure datant du XVIIe siècle, qui se dresse sur le territoire de la commune française de Rosay-sur-Lieure dans le département de l'Eure, en région Normandie. Depuis 2005, le château est destiné à l'organisation de foires, salons professionnels et congrès.
Le château est inscrit au titre des monuments historiques.

## Localisation
Le château de Rosay est situé sur la commune de Rosay-sur-Lieure, dans le département français de l'Eure.

## Historique
Jusqu'au XVIIe siècle, le fief de Rosay représentait un vaste territoire, hérité de la conquête de la Normandie par Rollon, qui revint à la famille de Marigny.
Au cours du XVIIe siècle, il fut acquis par Nicolas de Frémont, conseiller au Parlement de Rouen, en faveur duquel Louis XIV érigea en marquisat la terre de Rosay en 1680. Les marquis de Rosay, au XVIIIe siècle, dotèrent le château d'un vaste parc paysager. La Révolution épargna le château en raison de la qualité de louvetier de son propriétaire.
Au XIXe siècle, sous le rayonnement d'Apollonie de Valon, femme du député Louis Alexis de Valon, le château abrite un salon littéraire qui accueillit la plupart des écrivains et artistes romantiques tels que Gustave Flaubert, Prosper Mérimée, Guy de Maupassant et Théophile Gautier.
En 1938, l'ultime membre sans descendance de la famille de Valon, le vicomte René, ne pouvant l'entretenir, vendit la propriété à la famille Quevillon. Les dépendances et le parc sont progressivement morcelés.
Me Castellane, avocat parisien, reprend le château délabré en 1969 et l'ouvre au public pour la première fois.

## Description
Le château de Rosay, bâti vers 1610-1620 par la famille du poète Benserade, est composé de deux parties : la partie centrale de 7 travées, édifiée en 1611, et les deux ailes en saillie de chaque côté en 1619. L'architecture du château est caractéristique du style dit Louis XIII avec ses chaînages de briques roses entourant un crépi laiteux, et les ardoises bleues de ses hautes toitures.

## Protection
Le château est inscrit au titre des monuments historiques par arrêté du 31 janvier 1938.